# Champs de la mort

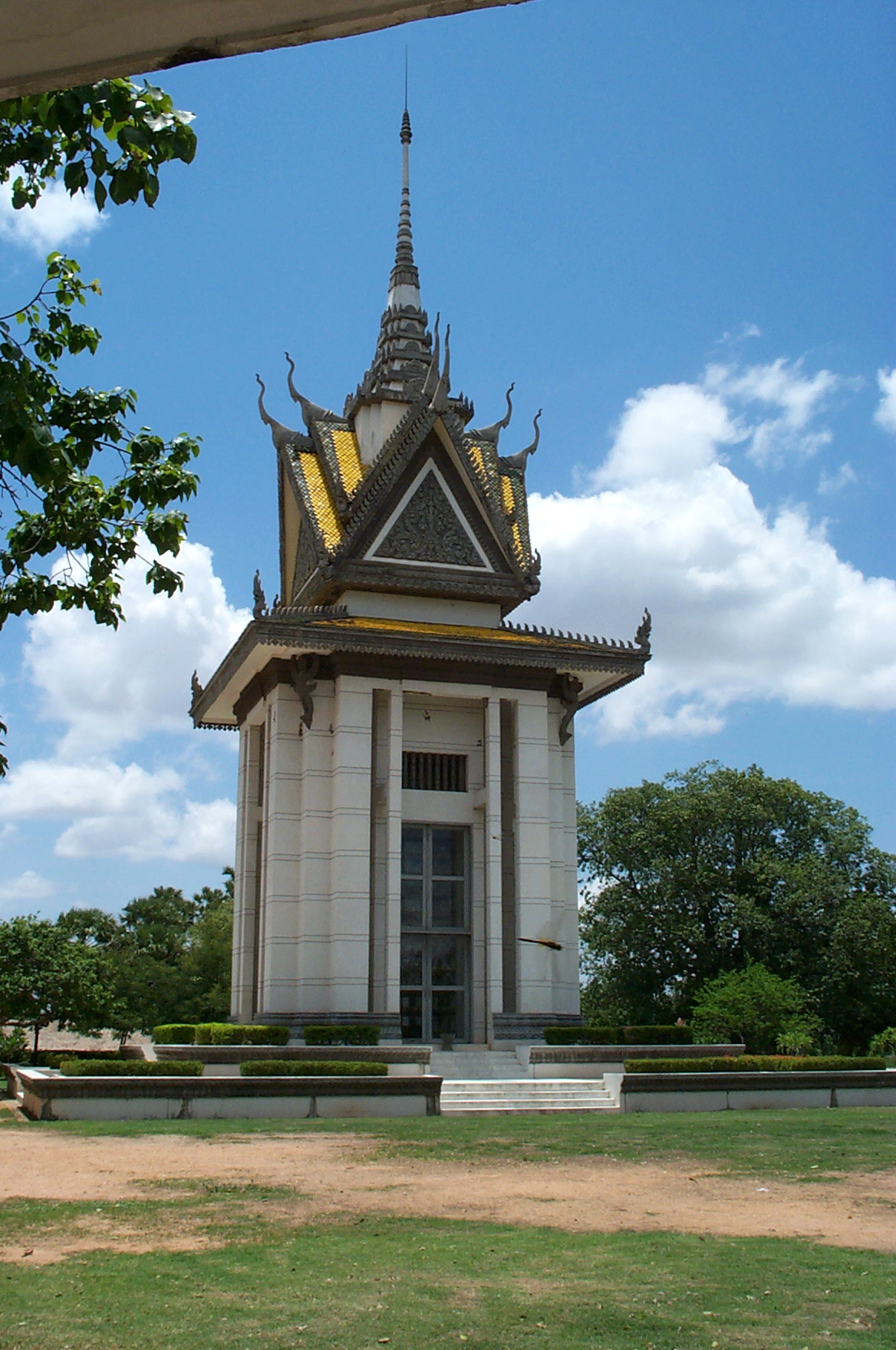
Stūpa en mémoire des victimes du champ de la mort à Choeung Ek.

Les champs de la mort  (វាលពិឃាត, ʋiəl pikʰiət) sont, au Cambodge, plusieurs sites de massacres où plus d'un million de victimes ont péri et ont été inhumées par le régime khmer rouge (Parti communiste du Kampuchéa) quand il était au pouvoir de 1975 à 1979, aussitôt après la guerre civile cambodgienne. Ces tueries de masse sont largement considérées comme un génocide soutenu par l'État.

## Description

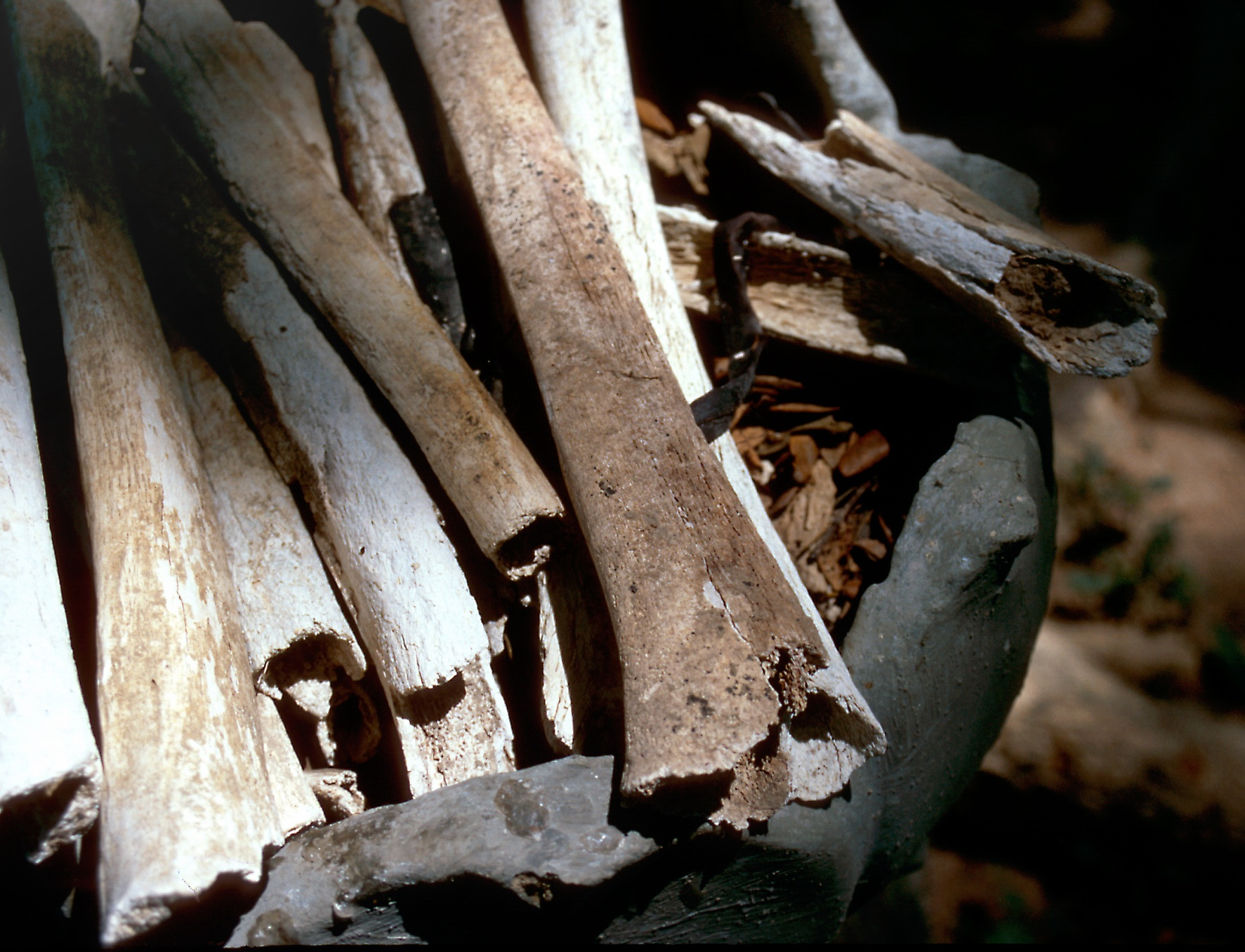
Champ de la mort de Choeung Ek : ossements des victimes assassinées par les soldats khmers rouges.

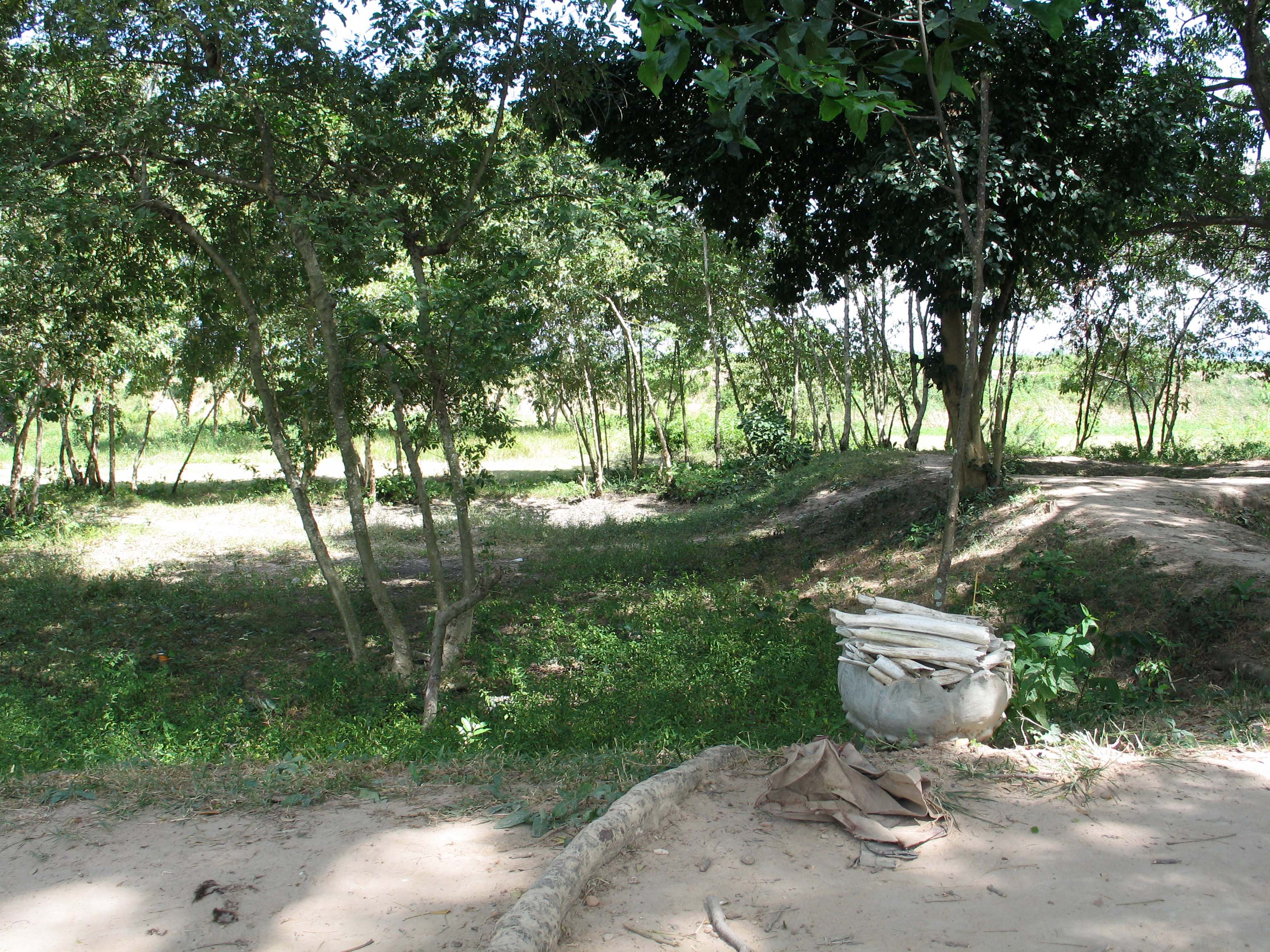
Tombe collective sur le champ de la mort à Choeung Ek.

Le régime khmer rouge a procédé à l'arrestation puis à l'exécution de pratiquement toute personne soupçonnée d'accointances avec l'ancien gouvernement ou avec des gouvernements étrangers, ainsi que des professionnels qualifiés et des intellectuels. La persécution s'est aussi abattue sur des minorités ethniques — Vietnamiens, Thaïs, Chinois, Chams — et religieuses : chrétiens cambodgiens, moines bouddhistes. Par conséquent, des auteurs ont qualifié Pol Pot de « tyran génocidaire ».
L'analyse de 20 000 tombes collectives par un programme de cartographie et l'université Yale indique qu'au moins 1 386 734 personnes ont été victimes d'exécutions dans le pays,. D'après les estimations, le nombre total de décès imputables au régime khmer rouge, y compris les morts de maladie et de sous-alimentation, s'élève à une fourchette compris entre 1,7 à 2,5 millions de personnes, sachant qu'en 1975 la population totale comptait environ 8 millions d'individus. En 1979, le Viêt Nam envahit le Kampuchéa démocratique et renverse le régime khmer rouge, ce qui met fin aux massacres.
Ben Kiernan estime qu'environ 1,7 million de personnes ont été tuées. Craig Etcheson, du Centre de documentation du Cambodge (en), propose un bilan humain de 2 à 2,5 millions de personnes, avançant que le nombre « le plus probable » se situe à 2,2 millions. Après cinq années de recherches dans les 20 000 sites de tombes collectives, il conclut que « ces tombes collectives recèlent les restes de 1 386 734 victimes d'exécution ». Une enquête des Nations unies aboutit à une fourchette de 2 à 3 millions de morts, tandis que l'UNICEF estime que 3 millions de personnes ont été tuées. Une analyse démographique de Patrick Heuveline propose entre 1,17 et 3,42 millions de victimes. Marek Sliwinski propose le nombre d'1,8 million comme estimation basse. Les Khmers rouges eux-mêmes ont admis que 2 millions de personnes ont été tuées, même s'ils imputent ces décès à l'invasion vietnamienne. Fin 1979, les Nations unies et les responsables de la Croix-Rouge ont annoncé qu'en outre, 2,25 millions de Cambodgiens étaient menacés de famine en raison de la « destruction presque complète de la société cambodgienne sous le régime du premier ministre déchu Pol Pot ».
L'expression en anglais killing fields vient du journaliste Dith Pran, qui a fui le régime.

## Poursuites des responsables du régime

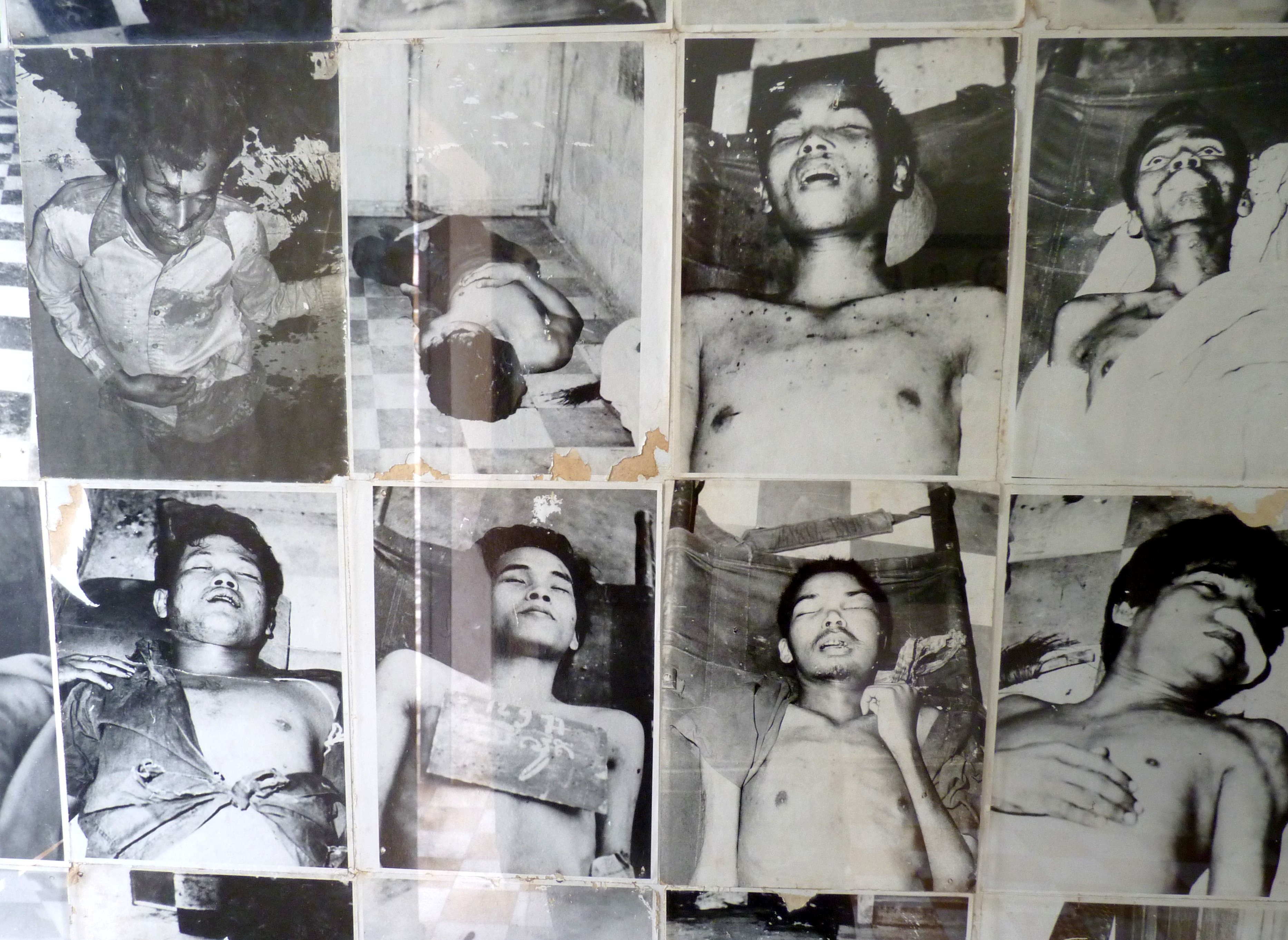
Les pièces du musée du génocide Tuol Sleng contiennent des milliers de photos des victimes des Khmers rouges.

En 1997, le gouvernement cambodgien sollicite l'assistance des Nations unies pour établir un tribunal afin de juger les responsables. Il a fallu neuf ans pour qu'un accord soit conclu sur la forme et la structure de ce tribunal mixte tenant à la fois de la cour nationale et internationale, avant que les juges ne soient intronisés en 2006,,. Le 18 juillet 2007, l'accusation remet aux juges d'instruction les noms de cinq suspects. Le 19 septembre 2007, Nuon Chea, deuxième personnage du régime khmer rouge et membre le plus gradé de cet ancien régime, est accusé de crimes de guerre et de crimes contre l'humanité. Il comparaît devant les juges cambodgiens et étrangers du tribunal extraordinaire et il est condamné le 7 août 2014 à la prison à perpétuité. Le 26 juillet 2010, Kang Kek Ieu (surnommé « Camarade Douch »), ancien directeur de la prison S-21, est condamné pour crimes contre l'humanité et condamné à 35 années d'emprisonnement. Sa peine est réduite à 19 ans, car il avait déjà passé 11 années en prison. Le 2 février 2012, la Chambre extraordinaire alourdit sa peine et le condamne à l'emprisonnement à vie. Il meurt le 2 septembre 2020.

## Mémoire
Plusieurs lieux portent la mémoire de ces sites d'exécution, notamment au village de Choeung Ek, où se trouvent de nombreuses tombes collectives. La prison de Tuol Sleng est devenue un musée en mémoire des victimes du génocide.
En 2019, les « champs de la mort » à Choeung Ek sont un lieu de rassemblement où la foule commémore les victimes : découvert en 1980, le site contient « les restes de quelque 15 000 personnes dans 129 charniers ».